# (9489) Tanemahuta
(9489) Tanemahuta (1146 T-1) – planetoida z pasa głównego asteroid okrążająca Słońce w ciągu 4,28 lat w średniej odległości 2,63 j.a. Odkryta 25 marca 1971 roku.